# 1989 (album)
1989 je peti studijski album američke pevačice i tekstopisca Taylor Swift, koji je bio objavljen 27. oktobra 2014. godine od strane Big Machine Records. Swift je počela da piše ovaj album 1989 odmah posle gubitka Grammy nagrade za njen album Red (2012). Do objavljivanja albuma 1989 Tejlor je bila percipirana kao izvođač kantri muzike. Ona se 2014. preselila u Njujork što je uticalo na žanrovsku promenu.
Na radu za pesme albuma, sarađivala je sa producentima kao što su Max Martin i Shellback, koji je bio izvršni producent. Ovo je ujedno njen prvi pop, a dobio je ime po njenoj godini rođenja — 1989. Kao njen prvi pop album, promenio je njen svet i dao joj je titulu prvog mejnstream umetnika koji je uspeo da pređe u potpuno drugačiju eru i žanr muzike.
1989 se prodao u više od 1.287 miliona primeraka u Sjedinjenim Američkim Državama i to samo u prvoj nedelji. 1989 postao je 2014. godine najprodavaniji album sa 6,11 miliona ukupnih kopija koje su prodate te iste godine (internacionalno prodato preko 11 miliona kopija do danas).
Komercijalni uspeh albuma uticao je na to da Svift postane popularna pop muzička ikona.
Sedam singlova su bili objavljeni iz njenog hit pop albuma 1989, uključujući i "Shake It Off", "Blank Space", "Bad Blood". Tri singla su bila broj jedan u internacionalnoj pop sceni preko dve nedelje.